# Greatest Hits (album de DeBarge)
Pour les articles homonymes, voir Greatest Hits.
Albums de DeBarge
Rhythm of the Night
(1985) Bad Boys
(1987)
Greatest Hits est une compilation de DeBarge, sortie le 1er octobre 1986.

## Liste des titres
| No  | Titre                        | Album original      | Durée |
| --- | ---------------------------- | ------------------- | ----- |
| 1.  | Rhythm of the Night          | Rhythm of the Night | 3:48  |
| 2.  | Who's Holding Donna Now      | Rhythm of the Night | 4:27  |
| 3.  | You Wear It Well             | Rhythm of the Night | 4:45  |
| 4.  | Stop! Don't Tease Me         | All This Love       | 6:20  |
| 5.  | I Like It                    | All This Love       | 4:20  |
| 6.  | All This Love                | All This Love       | 5:22  |
| 7.  | Time Will Reveal             | In a Special Way    | 4:11  |
| 8.  | Love Me In a Special Way     | In a Special Way    | 4:13  |
| 9.  | Share My World               | The DeBarges        | 5:37  |
| 10. | Single Heart                 | Rhythm of the Night | 3:33  |
| 11. | The Heart Is Not So Smart" - | Rhythm of the Night | 4:35  |